# Aviação militar

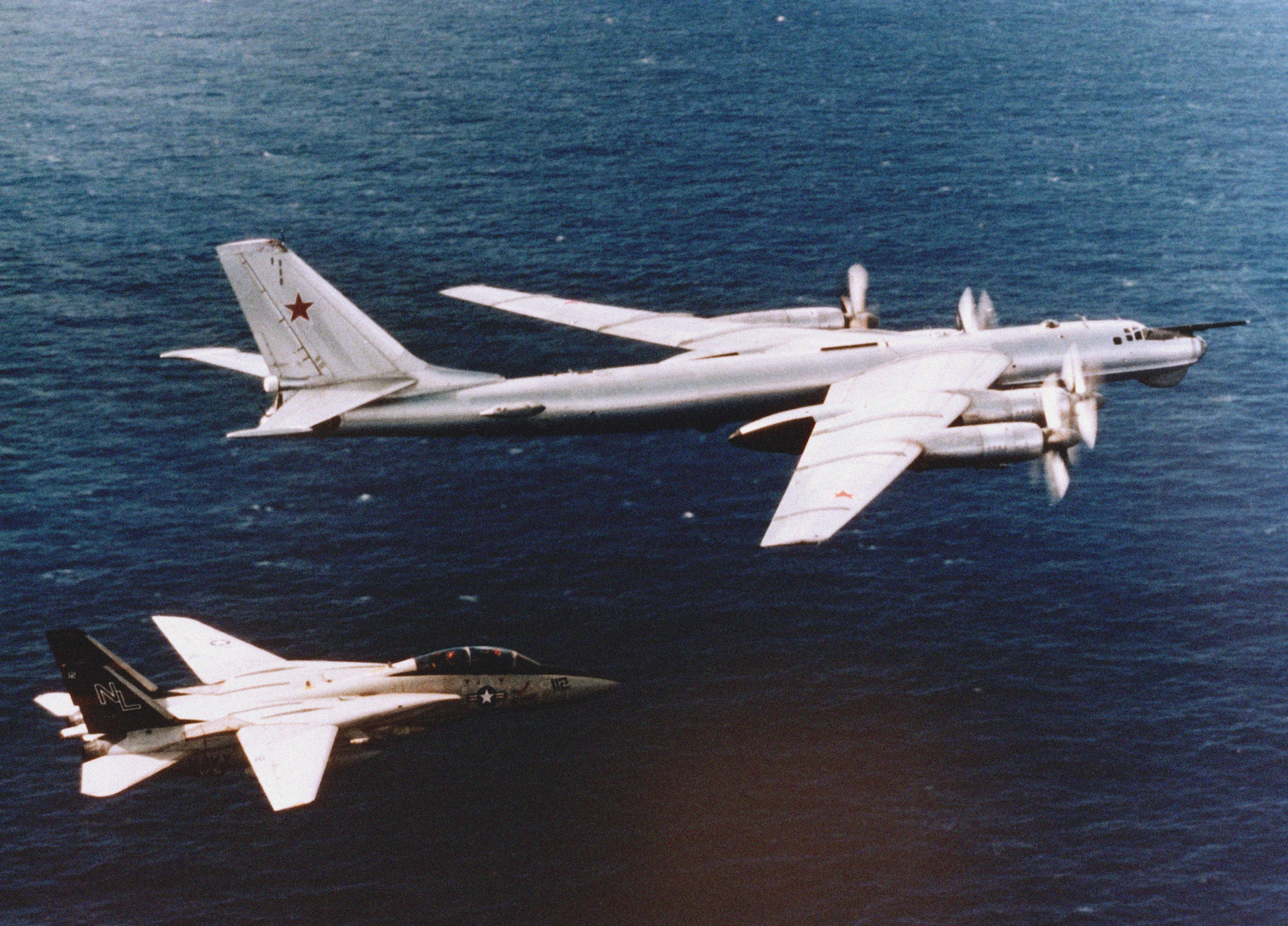
Um avião bombardeiro Tupolev Tu-95 sendo escoltado por um caça F-14 Tomcat.

A aviação militar, mais correctamente aeronáutica militar, é a área da aviação que é usada para fins exclusivamente militares, com o intuito de se realizar guerra aérea para fins ofensivos ou defensivos, incluindo a capacidade de transporte aéreo. Aeronaves militares incluem bombardeiros, aviões de combate, transporte, treino e reconhecimento, além de incluir uma série de armamento aeronáutico.

## Aviação militar na I Guerra Mundial
Os Aviões foram necessários para reconhecimento do front para os exércitos visto que a cavalaria usada anteriormente para este propósito, se mostrou inútil perante as dificuldades de se locomover por terra. Posteriormente, os aviões seriam fundamentais para ampliar o alcance da artilharia.
Os voos de batedores passavam informações exatas sobre a localização do inimigo e a disposição do seu sistema defensivo, o que dava aos operadores de artilharia maior precisão nos ataques surpresa contra alvos inimigos.
Os combates aéreos tiveram início devido à importância de proteger os aviões que faziam o reconhecimento do campo de batalha. Os próprios batedores passaram a portar metralhadoras para evitar que fossem derrubados com facilidade, explica Paul Cornish, curador do Imperial War Museum, de Londres. Com o desenrolar do confronto, os aviões foram adaptados para atacar tropas no solo e bombardear instalações inimigas. Entre os pilotos que se tornaram ícones do conflito está o alemão Manfred von Richthofen, que derrubou oitenta aviões inimigos até ser ele mesmo abatido em combate. Apelidado de Barão Vermelho por causa da pintura de sua aeronave, o alemão é considerado até hoje o “ás dos ares” da aviação e foi enterrado com honras militares pelos próprios britânicos que o abateram.

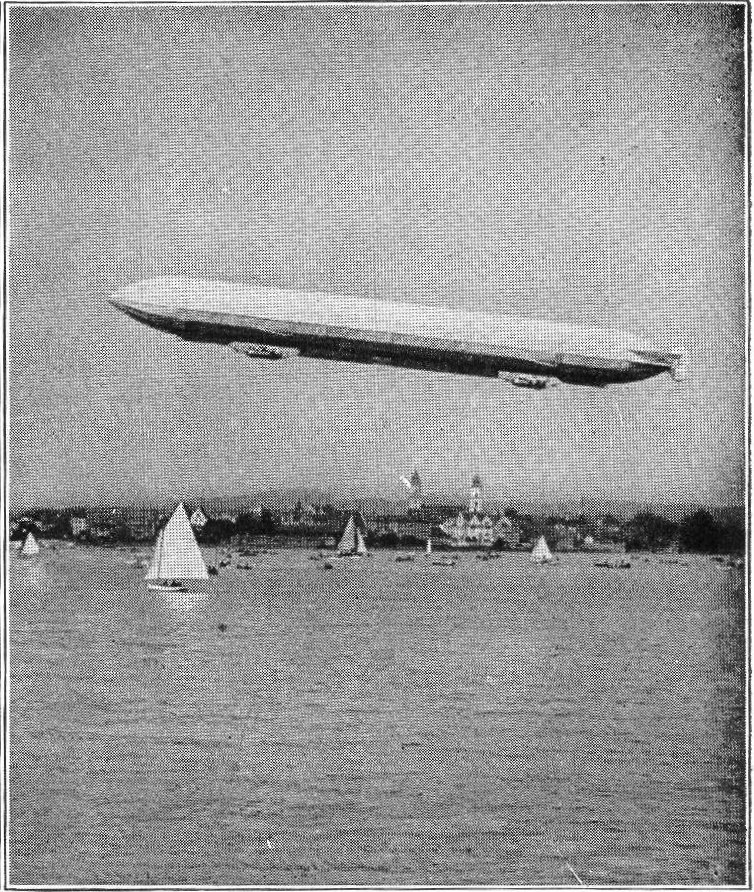
Zeppelin

Outra tática testada pelos alemães entre 1915 e 1917 foi o dirigível. Conhecido mundialmente pelo nome de Zeppelin, a aeronave inflada com hidrogênio aterrorizou as cidades ao leste da Inglaterra e a capital Londres com inesperados bombardeiros. A evolução das defesas britânicas e dos armamentos especializados em abater aviões, no entanto, aposentaram os dirigíveis das estratégias alemãs.

## Aviação militar por nação

### Brasil
Nas décadas que antecederam a Segunda Guerra Mundial, a aviação militar brasileira esteve vinculada ao Exército Brasileiro e à Marinha do Brasil tendo iniciado em 1917, por decreto presidencial, criando a Escola de Aviação Naval.
Porém, no contexto contemporâneo a "aviação" militar brasileira é a atividade de aeronáutica militar executada exclusivamente no âmbito da Circulação Operacional Militar (COM). Esse tipo de atividade faz parte do Sistema de Defesa Aeroespacial Brasileiro (SISDABRA), que por envolver soberania nacional possui caráter sigiloso e por isto as normas que regulamentam essa atividade não estão disponíveis ostensivamente.
O alto-comando do SISDABRA é o Comando de Defesa Aeroespacial Brasileiro (COMDABRA), este por sua vez subordinado ao COMAER (antigo MAER).

## Funções na aviação militar
Conforme o tipo de operação e a nação, a aviação militar pode incluir:
- Aviação de combate: inclui caças, caças-bombardeiros, torpedeiros e bombardeiros;
- Aviação de informação: inclui aviões de patrulha, de reconhecimento e fotointeligência (aerolevantamento), de alerta antecipado, de guerra eletrónica e de reconhecimento meteorológico;
- Aviação de transporte e apoio logístico: inclui aviões de transporte de assalto, de transporte tático, de transporte estratégico, de transporte especial e de reabastecimento aéreo;
- Aviação de busca e salvamento (SAR): inclui aviões de busca e salvamento geral e de busca e salvamento em combate;
- Aviação de instrução e treinamento: inclui aviões de instrução básica, de instrução elementar, de instrução complementar e de conversão operacional.

Dentro da aviação militar há duas áreas especiais que se destinam a actuar em ambientes específicos:
- Aviação naval: aviação militar que se destina a actuar em ambiente marítimo;
- Aviação ligeira militar ou aviação do exército: aviação combinada com helicópteros (aeronaves de asas rotativas - não são aviões) e aviões leves. Destina-se a cooperar diretamente com as forças terrestres.

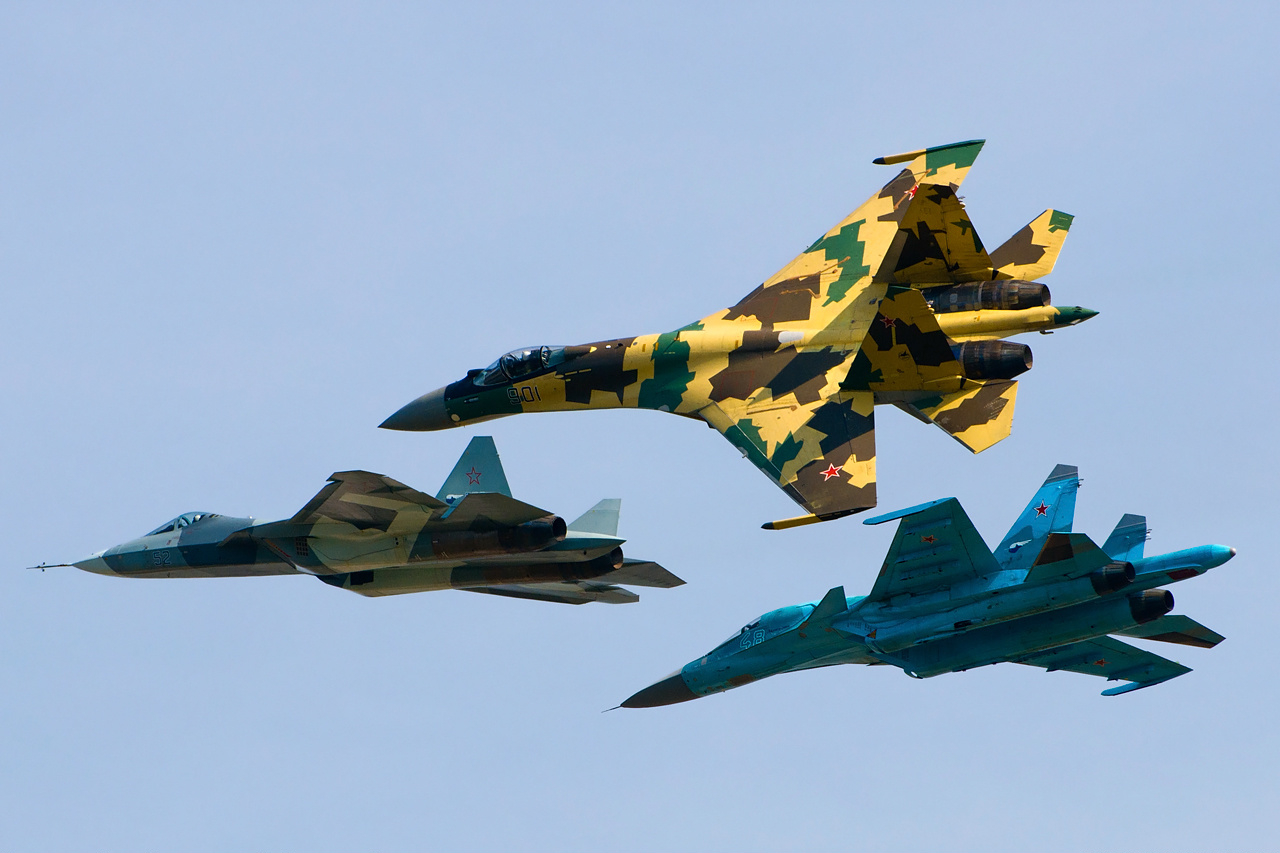
Caças de superioridade aérea russos Su-35S, Su-34 e T-50.

## Organização da aviação militar
Até a 2ª Guerra Mundial, a maioria das nações não dispunha de uma força aérea independente, por isto a aviação militar aeroterrestre ou aeronaval era integrada, respectivamente, ao Exército ou à Marinha. A partir do momento em que foram criadas as primeiras forças aéreas independentes (dotadas de um comandante próprio), a actividade de aviação militar passou a ser organizada segundo diferentes esquemas, em cada nação. Eis os três esquemas mais recorrentes:
- Toda a aviação militar fica integrada à força aérea;
- A Aviação Naval mantém-se integrada à Marinha e o restante fica sob responsabilidade da Força Aérea;
- A maior parte da Aviação Militar fica integrada à Força Aérea, porém a Marinha e o Exército mantêm pequenos esquadrões para aviação militar aeronaval e aeroterrestre, respectivamente.

### Brasil
- Força Aérea Brasileira (FAB). Portal da Força Aérea Brasileira. Visitado em 2 de outubro de 2014.
- Comando de Defesa Aeroespacial Brasileiro (COMDABRA). Página do COMDABRA no Portal da Força Aérea Brasileira. Visitado em 24 de setembro de 2014.
- Comando da Força Aeronaval da Marinha do Brasil (FORAER). Página do FORAER no Portal da Marinha do Brasil. Visitado em 24 de setembro de 2014.
- Comando de Aviação do Exército Brasileiro (CAVEX). Portal do CAVEX. Visitado em 24 de setembro de 2014.

### Portugal
- Força Aérea Portuguesa. Portal da Força Aérea Portuguesa. Visitado em 25 de setembro de 2014.